# Dorje Lingpa
Dorje Lingpa (ur. 1346, zm. 1405), był trzecim z pięciu Królów Tertonów.
Uznawany za emanację tłumacza Wajroczany, urodził się w Tranang Entsa, w Centralnym Tybecie. W wieku trzynastu lat, miał siedem duchowych wizji Guru Rinpocze. Swoją pierwszą termę, odnalazł za posągiem Tary w świątyni Tradruk. Gdy miał piętnaście lat, w jaskini Okar po tym, jak Guru Rinpocze udzielił mu inicjacji, odkrył wiele term. Łącznie, odnalazł 43 termy i wielokrotnie poznał Padmasabhavę, Jeszie Tsogyal, Wajroczanę i innych mistrzów.
Jedne z jego najbardziej znanych term, dotyczą Dzogczen i Awalokiteśwary. W ciągu swojego życia, odkrył także obrazy i święte substancje, skarby Bön, a także teksty medycyny oraz astrologii.
Najbardziej jest znany pod imieniem Dorje Lingpa, ale bywa także określany jako Pema Lingpa, Kunkyong Lingpa, Yungdrung Lingpa oraz Jampel Chokyi Shenyen.
Legenda głosi, że po śmierci, jego ciało przez trzy lata nie podlegało rozkładowi. W trakcie tego czasu, przynosiło dalej pożytek istotom, poprzez mówienie i recytowanie czterowersowej dedykacji zasługi. Podczas samego palenia ciała, z ognia wydobyło się zaś wiele świętych obrazków i relikwii.
Jego linia przekazu przetrwała do dzisiaj, a niektóre jego nauki pozostały w bliskiej linii dzięki Dziamjangowi Khyentse Wangpo.